# Anais (Ponte de Lima)
Anais es una freguesia portuguesa del concelho de Ponte de Lima, con 7,66 km² de superficie y 1.176 habitantes (2001). Su densidad de población es de 153,5 hab/km².